# 學生資助處
學生資助處（英語：Student Finance Office，SFO，簡稱學資處）是香港特別行政區政府教育局和勞工及福利局在職家庭及學生資助事務處轄下的部門，負責資助由學前至專上程度，以及修讀指定進修及課程的學生。該處現任監督為楊覇活。
學生資助處前身為學生資助辦事處（英語：Student Financial Assistance Agency，SFAA，簡稱學資處）原隸屬教育統籌局，2007年7月1日決策局重組後劃入新成立的教育局。2015年3月1日起，學生資助辦事處歸入新設的在職家庭及學生資助事務處（英語：Working Family and Student Financial Assistance Agency，WFSFAA，簡稱家庭學資處）管轄，並更名為「學生資助處」，中文簡稱則沿用「學資處」。

## 資助計劃
（中學及以下程度）
- 學前教育學券計劃
- 幼稚園及幼兒中心學費減免計劃
- 中、小學生資助（學校書簿津貼／學生車船津貼計劃／上網費津貼計劃）
- 指定夜間成人教育課程資助計劃
- 毅進文憑

（專上及大專程度）
- 資助專上課程學生資助計劃（申請人修讀全數由大學資助委員會或公帑資助的全日制課程）
- 專上學生資助計劃 （申請人修讀以自資形式開辦並經本地評審的全日制專上課程）
- 資助專上課程及專上學生車船津貼
- 免入息審查貸款計劃

（持續進修）
- 持續進修基金
- 擴展的免入息審查貸款計劃

## 獎學金及貸款計劃
- 尤德爵士紀念基金-獎學金計劃
- 農產品獎學基金及海魚獎學基金（高中教育獎授／專上教育獎授）
- 日本政府（文部科學省）獎學金（本科生）
- 李寶椿慈善信託基金-海外深造及專業培訓獎學金
- 新加坡獎學金
- 柏立基爵士信託基金獎學金
- 英國伯明翰大學研究生香港獎學金
- 教育獎學基金
- 準英語教師獎學金
- 葛量洪獎學基金- 葛量洪生活津貼
- 香港扶輪社貸款助學金
- 星島慈善基金貸款助學金

## 歷任監督
- 林惠冰
- 蘇美儀
- 楊霸活

## 外部連結
- 香港特別行政區政府 在職家庭及學生資助事務處 學生資助處（页面存档备份，存于）